# Dai Li

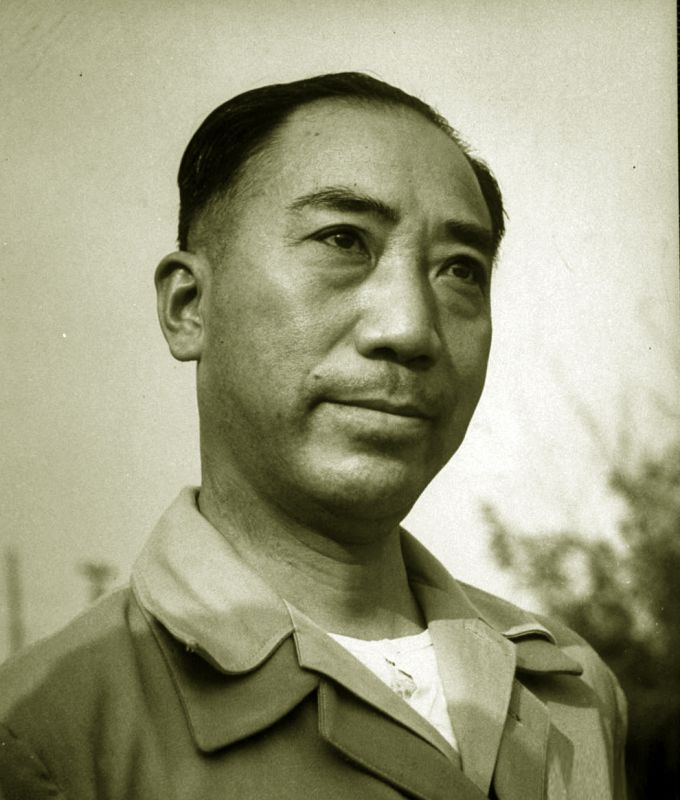
Dai Li in den 1940er Jahren

Dai Li, (chinesisch 戴笠, Pinyin Dài Lì, W.-G. Tai Li; * 17. März 1896 in Jiangshan, Zhejiang; † 17. März 1946 nahe Nanjing; ursprünglicher Name Dai Chunfeng (chinesisch 戴春風, Pinyin Dài Chūnfēng, W.-G. Tai Chun-feng)) war als Chef der Geheimpolizei der Kuomintang-Regierung Anfang der 1940er Jahre der gefürchtetste Mann Chinas.
Dai Li, dessen Vater starb, als Dai Li vier Jahre alt war, erhielt als Kind eine gute Schulbildung, für eine höhere Ausbildung konnte seine Familie jedoch die notwendigen Mittel nicht aufbringen. Dai trat bereits als Schüler in die Armee ein. Er desertierte jedoch und floh nach Shanghai, wo er die Bekanntschaft von Chiang Kai-shek, Du Yuesheng und Dai Jitao machte. Ab 1927 besuchte Dai Li die Whampoa-Militärakademie, wozu ihm seine Beziehungen zu Chiang verholfen hatten, und wurde nach deren Abschluss Flügeladjutant. Im Jahre 1928 begann er mit militärischer Aufklärungsarbeit. Er gehörte zu den Mitorganisatoren des Shanghai-Massakers vom April 1927, bei der viele Mitglieder und vermeintliche Mitglieder der Kommunistischen Partei ermordet wurden. Vier Jahre später führte er für Chiang die faschistische und bis zu 100.000 Mitglieder umfassende Blauhemden-Gesellschaft, die er dazu einsetzte, Terror auszuüben oder politische Attentate und Morde zu begehen. Dies brachte ihm den Beinamen „Himmler von China“ ein. Im Jahre 1938 wurde er Direktor des neu gegründeten Büros für Ermittlungen und Statistik, der Geheimpolizei der Kuomintang-Regierung. Im Jahre 1942 wurde Dai Kommandeur der Sino-American Cooperative Organization, die nach dem Kriegseintritt der USA auf Seiten der Republik China gegen Japan gegründet worden war. In dieser Funktion hatte Dai auch das Sagen über eine 50.000 Mann starke Guerilla-Truppe, die hinter den Linien des Kriegsgegners Aufklärungsarbeit, Sabotage oder die Evakuierung abgestürzter Kampfpiloten betrieb. Mit Unterstützung dieser US-amerikanischer Organisation infiltrierten Dai Lis Agenten die japanischen Besatzungsbehörden und jene chinesischen Organisationen, die sich der Kuomintang-Herrschaft widersetzten, vor allem die Kommunistische Partei. Mit Methoden wie willkürlicher Verhaftung, geheimer Verschleppung, Folter und Mord wurden nicht nur die Gegner der Kuomintang, sondern auch Unbeteiligte bedroht.
Dai Li kam am 17. März 1946 bei einem Flugzeugabsturz nahe Nanjing ums Leben. Gerüchte, denen zufolge Kang Sheng oder die Amerikaner in den Unfall verwickelt waren, konnten weder bestätigt noch entkräftet werden.